# Хему
Хему Чандра Викрамадитья (хинди हेमचन्द्र विक्रमादित्य; 1501, Алвар — 5 ноября 1556, Панипат) — средневековый индийский полководец индусского происхождения, служивший при последних Суридах. Успешно сражался с войсками Великого могола Хумаюна, после смерти которого завоевал Дели и провозгласил себя императором Индии с индусским титулом Самрат, приняв тронное имя Чандра Викрамадитья.

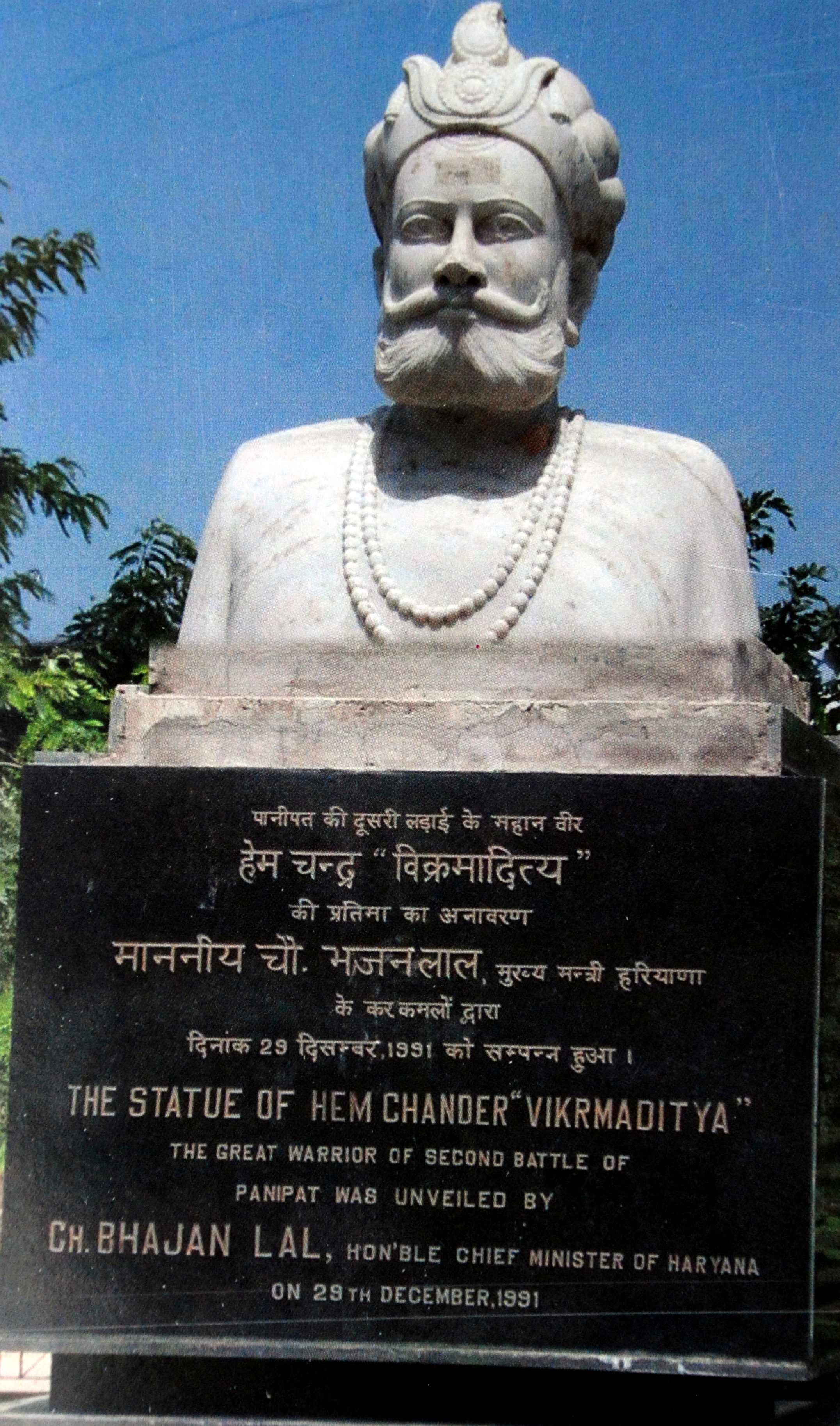
Памятник Хему в Панипате.

## Ранняя биография
Хему происходил из индусской касты торговцев селитрой и первоначально сам занимался торговлей этим товаром на рынке в Ревари, где вскоре занял должность весовщика. Способности Хему привлекли к нему внимание афганских правителей, взявших его на службу. Поступив на службу в армию государства Суридов, Хему быстро стал подниматься по карьерной лестнице.

## На службе у Суридов
При наследниках султана Шер-шаха Сури Хему занимает важные административные должности, а при султане Адил-шахе Сури (1554—1555) становится его главным советником и визирем, сосредоточив в своих руках огромные полномочия по управлению разваливающейся империи Суридов. 
Несмотря на то, что Хему не обладал большим ростом и не отличался великой физической силой, он оказался прекрасным стратегом и выиграл на службе у Суридов двадцать два сражения. Когда в середине 1555 года Великий могол Хумаюн вернул себе власть над Дели Хему был назначен главнокомандующим армией Адил-шаха.

## Захват Дели, правление и гибель

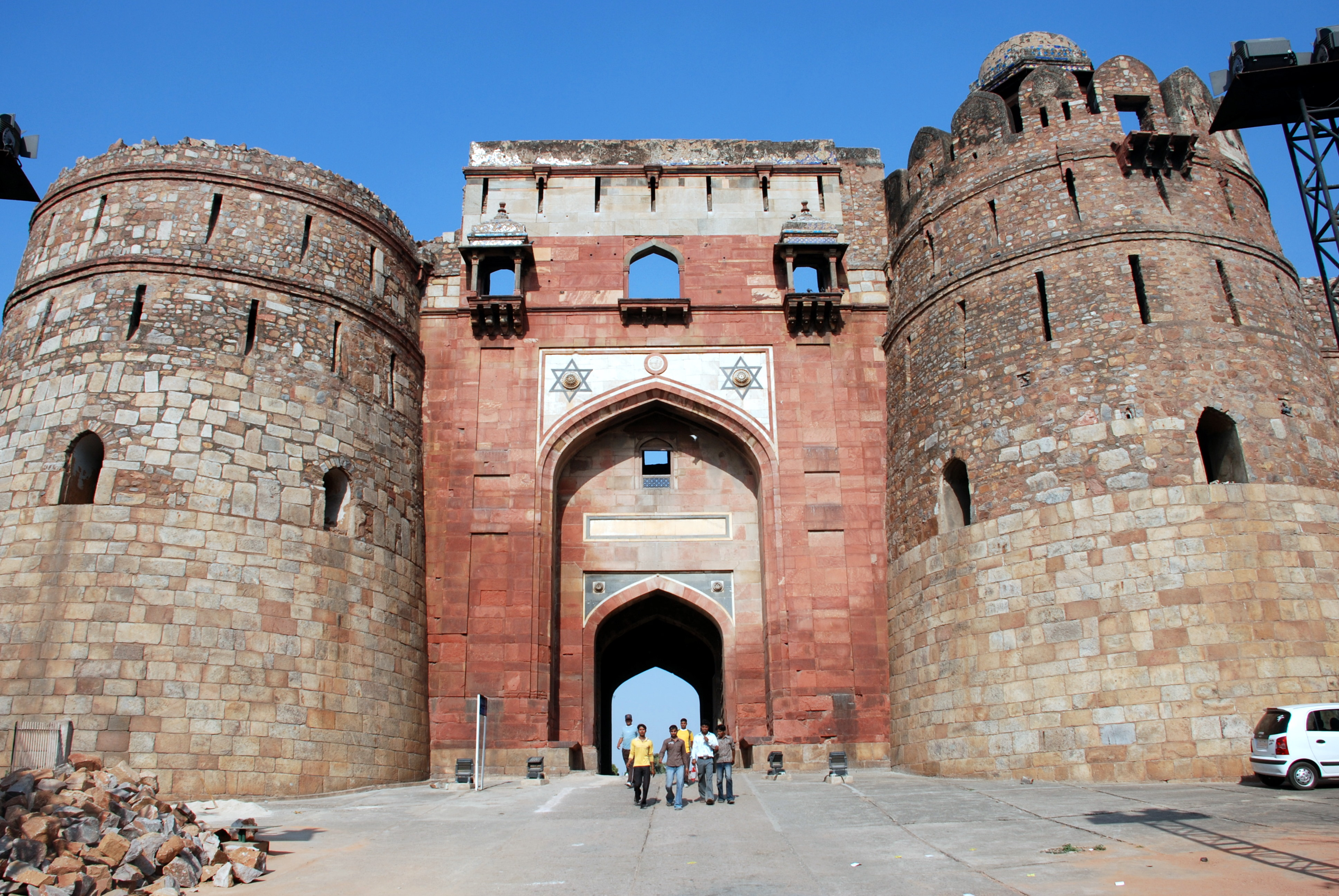
Крепость Пурана-Кила в Дели, в которой 7 октября 1556 года проходила коронация Хему.

После смерти Хумаюна в январе 1556 года Хему во главе 50-тысячной армии выступил из Бенгалии, отвоевал у моголов Гвалиор, Агру и 6 октября 1556 года вступил в Дели. Не желая видеть на престоле никого из Суридов, Хему 7 октября 1556 года в крепости Пурана-Кила короновался императором Индии по индуистской традиции, приняв древний санскритский титул самрат и взяв тронное имя Чандра Викрамадитья (санскр. «Сверкающая мощь»).
Несовершеннолетний сын Хумаюна Акбар и его опекун Байрам-хан во главе могольской армии двинулись на Дели. Им удалось захватить отставшую от основного войска артиллерию Хему и стать лагерем под Панипатом. Здесь 5 ноября 1556 года произошло так называемое второе сражение при Панипате. Вначале Хему во главе пятитысячного строя боевых слонов (которых даже в голод кормили рисом, маслом и сахаром) оттеснил конницу моголов, фланги могольского войска были смяты. С большим трудом Байрам-хану удалось организовать контратаку. Байрам-хану помогло то, что в разгар сражения Хему был ранен стрелой в глаз и свалился со своего боевого слона, в результате чего его армия пришла в замешательство и была разбита моголами. Тяжело раненый Хему был захвачен моголами и обезглавлен в стане Великого могола Акбара. Голова Хему была отослана в Кабул, а его тело после последовавшего взятия Дели было там выставлено водруженным на виселицу. Пленные солдаты Хему были в массовом порядке обезглавлены, а их головы были вставлены в сооруженную по этому случаю башню.